# Roberto Insigne
Roberto Insigne (* 11. Mai 1994 in Neapel) ist ein italienischer Fußballspieler auf der Position eines Flügelspielers.

## Karriere

### Verein
Insigne begann seine fußballerische Karriere bei der SSC Neapel, wo er zunächst als Talent beobachtet wurde. Es folgten aber zunächst einige Leihen zu italienischen Zweit- bzw. Drittligisten. Er spielte auf Leihbasis bei der  AC Perugia, Reggina Calcio, der US Avellino, Latina Calcio 1932, Parma Calcio und Benevento Calcio. Sein Ligadebüt für die Neapolitaner gab er beim 3:0-Sieg über die US Palermo am 13. Januar 2013. Bei seinen Leihen war er bei Reggina Calcio am erfolgreichsten. Dort machte er neun Tore in 32 Spielen. 2018 folgte dann die Leihe zu Benevento Calcio, wo er überzeugen konnte, sodass ihn die Süditaliener kurz nach Ablaufen der Leihe für eineinhalb Millionen Euro verpflichteten. Nach der festen Verpflichtung spielte er ähnlich stark wie davor und verhalf ihnen zum Aufstieg in die Serie A. Nach einem Jahr jedoch stieg seine Mannschaft wieder in die Serie B ab.

### Nationalmannschaft
Insigne absolvierte zwischen 2011 und 2013 13 Jugendländerspiele für Italien und erzielt dabei zwei Tore.

## Erfolge
AC Perugia 
- Italienischer Drittligameister: 2014
- Supercup-Sieger der Serie C: 2014

Benevento
- Aufstieg in die Serie A: 2020

 Persönlich 
- Torschützenkönig der Serie C: 2012/13

## Privates
Roberto Insigne ist der jüngere Bruder von Lorenzo, der ebenfalls Profifußballer ist, und Antonio, der auch in Italien spielt, jedoch nicht im Profifußball.